# Jorasanko
Jorasanko (en bengali : জোড়াসাঁকো; Joṛashãko) est un quartier septentrional de la ville de Calcutta, en Inde. Quartier florissant de la haute bourgeoisie bengalie au XIXe siècle et jusqu’à la première  moitié du XXe siècle, et cœur de la renaissance socio-culturelle bengalie, il est aujourd’hui surpeuplé et ses anciens palais donnent des signes de décadence urbaine.

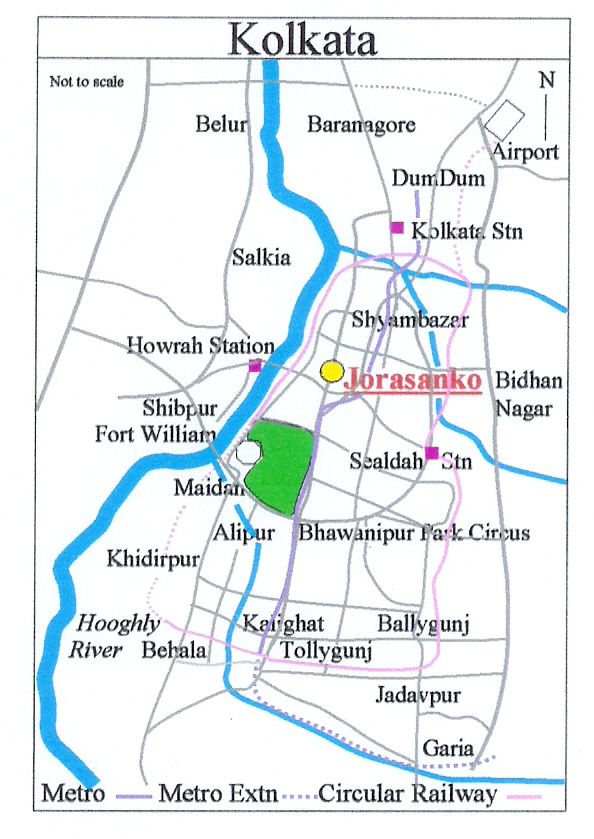
Jorasanko sur la carte de Calcutta

## Étymologie
Étymologiquement le mot bengali ‘Jorasanko’ fait référence à un double (‘jora’) pont piétonnier de bambou (‘sanko’) qui enjambait un cours d’eau ou canal de la localité. 
Le quartier se trouve le long de l’ancienne voie de communication (antérieure à la fondation de la ville de Calcutta) qui descendait de Murshidabad au temple de Kalighat et qui aujourd’hui traverse la ville de Calcutta du nord au sud sous divers noms : Barrackpore Trunk Rd, Chitpur Rd (aujourd’hui ‘Rabindra Sarani’), Bentinck Street, Chowringhee Rd, Ashutosh Mukherjee Rd, pour arriver à Kalighat. 

## Histoire
Prenant la relève de ‘Mechuabazar’, Jorasanko est déjà mentionné, en 1785, sur la première liste des 31 postes de police et de l’administration de la ville de Calcutta. Il prit un grand essor au XIXe siècle et devint le quartier des familles opulentes orthodoxes bengalies, par contraste au quartier européen de Chowringhee et Park Street. 
Outre la célèbre famille des Tagore qui y avait sa maison ancestrale, la ‘Thakurbari’, Jorasanko était également lieu de résidence d’autres grandes familles traditionnelles hindoues telles les Singhas (Kaliprasanna Singha), les Pals (Krishnadas Pal), les Ghosh (Dewan Banarasi Ghosh), des Mullick (Rajendra Mullick), etc. 
Jorasanko est le berceau du mouvement de renaissance socioculturelle bengalie auquel ces familles contribuèrent en grande mesure, en finançant les associations et institutions importantes, telles le Brahmo Samaj (mouvement de réforme spirituelle de l’hindouisme), l’Oriental Seminary’ (premier collège d’éducation moderne pour garçons hindous, fondé en 1829), la bibliothèque ‘Minerva’, le Haribhakti Pradayani Sabha, qui y étaient tous installés.  

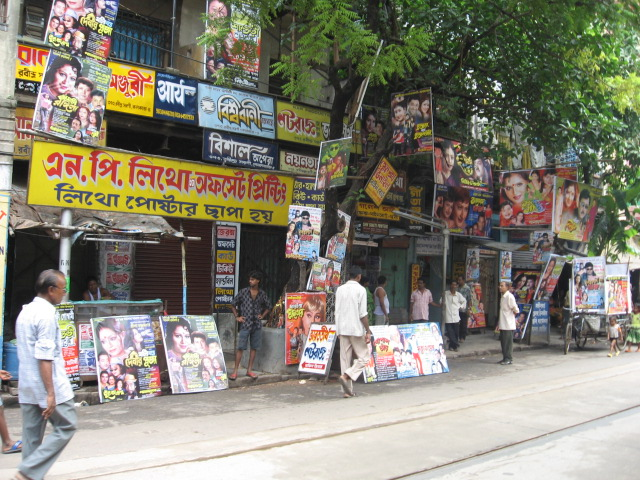
La 'Rabindra Sarani' à Jorasanko... (les anciens palais ne sont plus visibles)

Comme la Thakurbari des Tagore, d’autres grandes maisons palatiales avaient leur scène de théâtre. La composition de pièces de théâtre en langue bengalie était encouragée par des prix littéraires ; d’autres (dont Shakespeare) étaient traduites de l’anglais. Autant que les séances dramatiques la déclamation de poèmes était une forme d’activité littéraire fort prisée. 
L’université Rabindra Bharati, fondée en 1962 dans la maison ancestrale des Tagore (Thakurbari), se trouve à Jorasanko.
Aujourd’hui, Jorasanko est méconnaissable... Ouvertes sur des étroites rues encombrées et bruyantes, des échoppes disgracieuses et sans nombre cachent les anciennes demeures palatiales louées et sous-louées, pièce par pièce, mal entretenues ou laissées à l’abandon. Quelques-unes ont survécu pour le plaisir des touristes, telles la Thakurbari et le palais de marbre des Mullicks.